# Вепр (безпілотний наземний апарат)
«Вепр» — український броньований безпілотний наземний апарат на гусеничному ходу, призначений для перевезення вантажів, евакуації поранених, розвідки, мінування та розмінування.

## Історія
У липні 2024 року стало відомо, що Міністерство оборони України допустило до експлуатації та кодифікувало «Вепра». За даними «АрміяІнформ», на той час кілька десятків зразків уже виконували бойові завдання. Відомо про їх застосування бійцями роти «Гонор» батальйону «Вовки Да Вінчі» (108 ОМБ 59 ОМПБр).

## Опис
Оператор керує апаратом дистанційно, для спостереження машина обладнана камерами. Батарея дрона дозволяє роботу до півтори доби залежно від навантаження, а віддаль дії становить до 6 км.
Машина має гусеничний рушій та броньований корпус. Відповідно до завдання можна оснащувати контейнером для боєприпасів, пристроєм для скидання протитанкових мін або причепом для евакуації поранених. Вантажність становить до 300 кг або 250—1000 кг на причепі. Також можливо встановити турель з кулеметом.
Створення проходів у мінних полях здійснюється подібно до установок розмінування, робот протягує заряд пластичної вибухової речовини, яку оператор потім підриває.

## Галерея

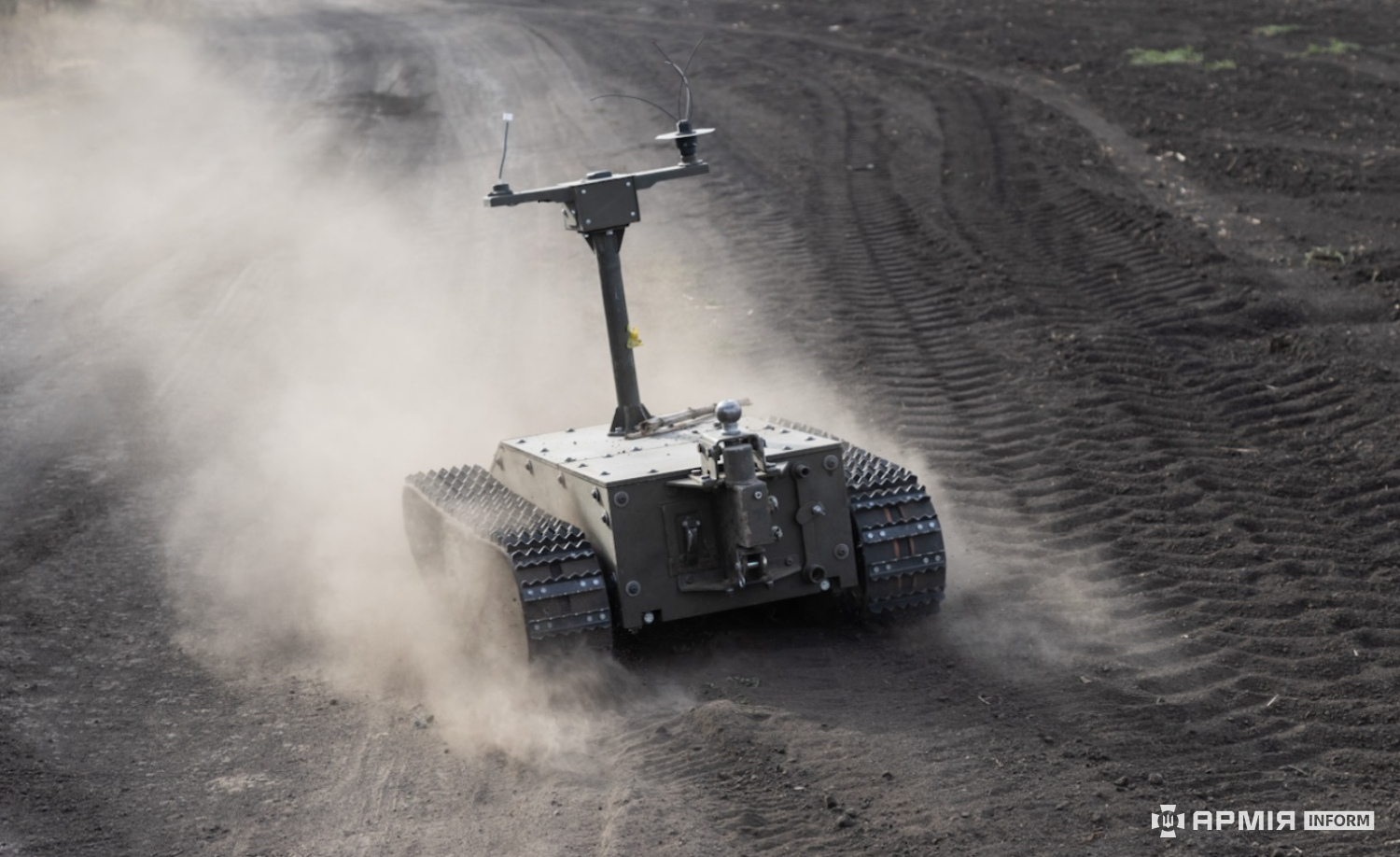
Вид ззаду
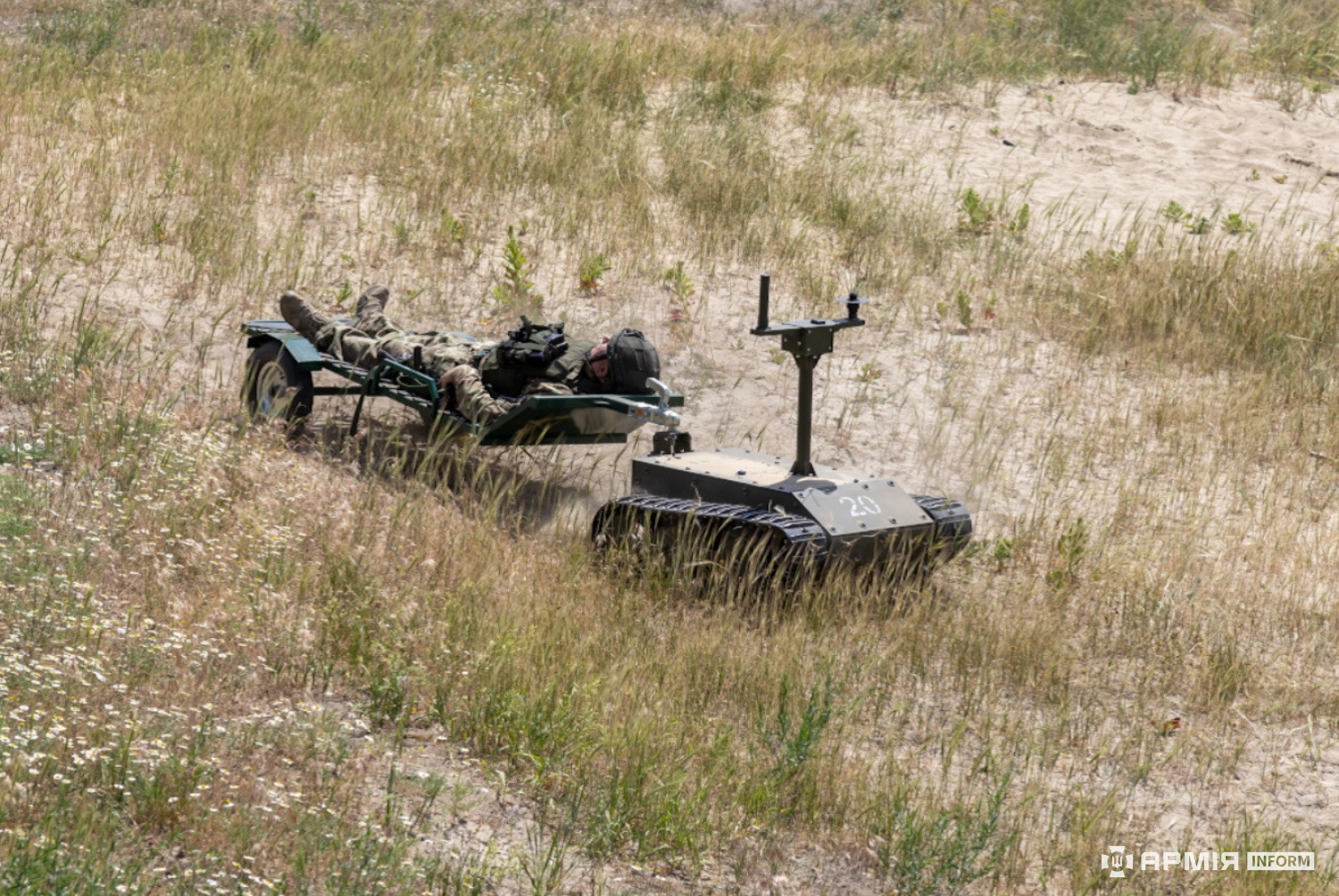
Демонстрація евакуації пораненого
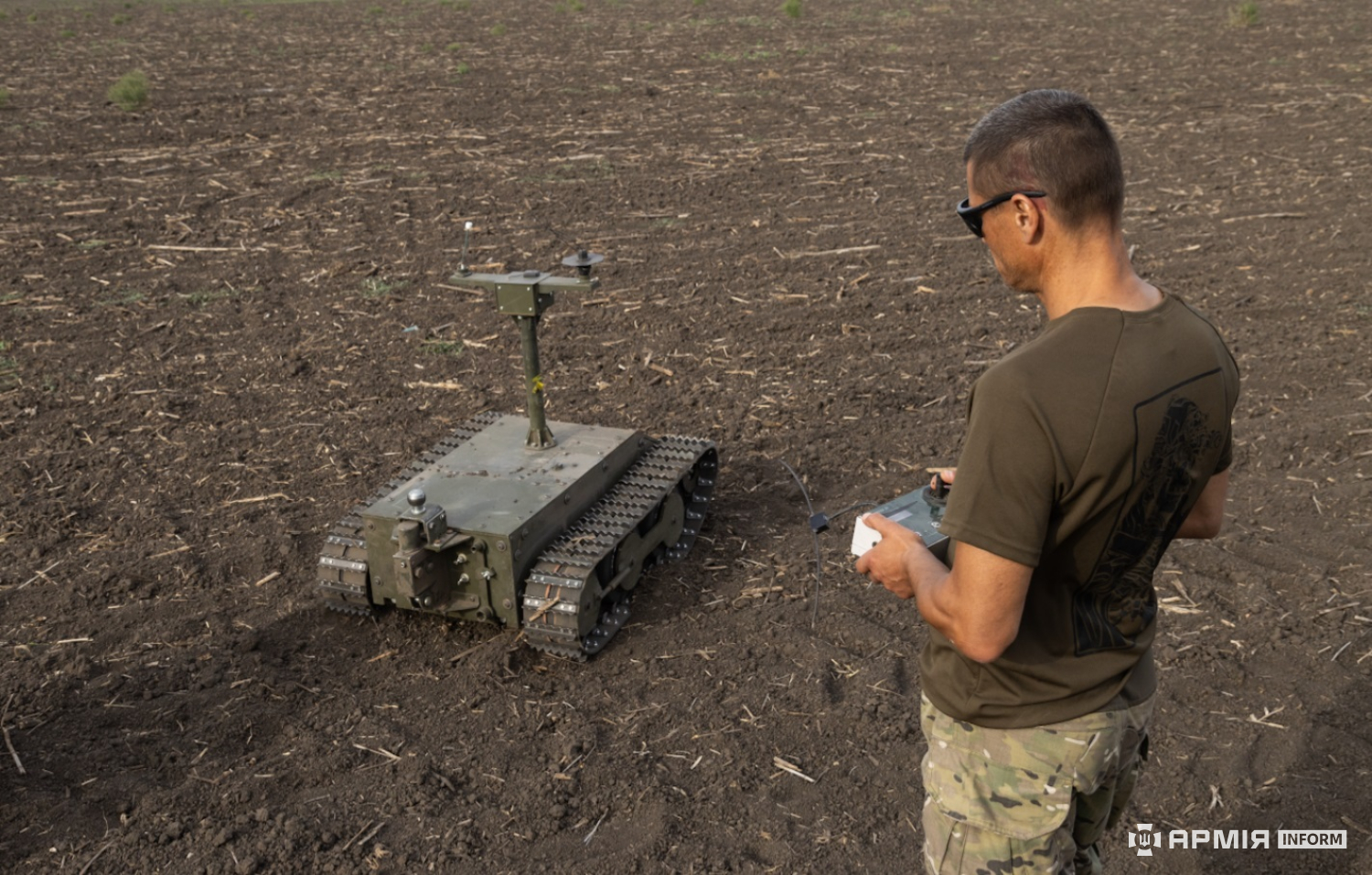
Керування